# 格兰布吕肯
格兰布吕肯是德国莱茵兰-普法尔茨州的一个市镇。总面积4.65平方公里，总人口497人，其中男性253人，女性244人（2011年12月31日），人口密度107人/平方公里。